# Tiskařský lis

Tiskařská dílna kolem roku 1568. Tiskař vpravo nanáší tampony barvu, v pozadí dva sazeči.

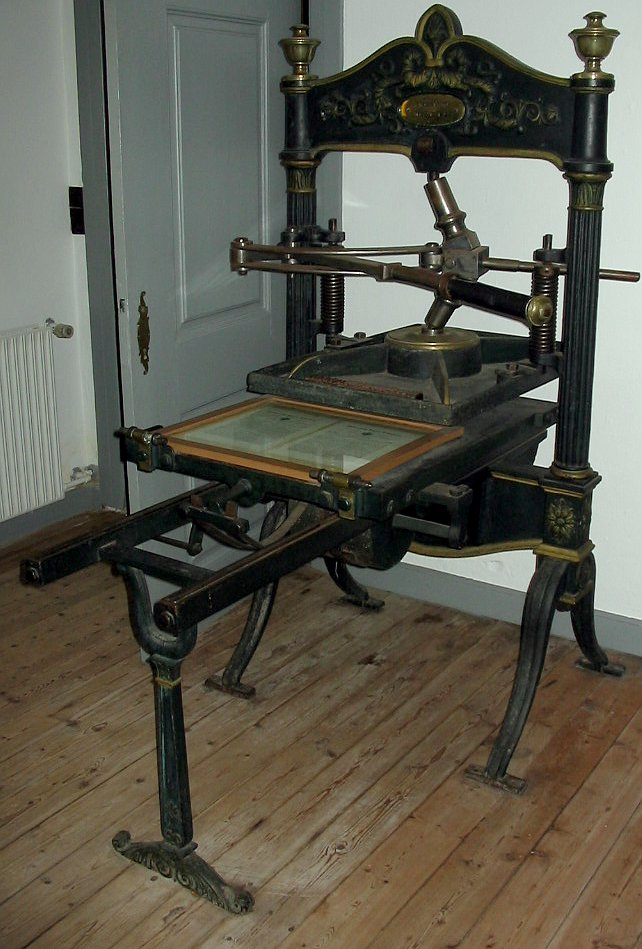
Ruční rychlolis s kloubovým mechanismem

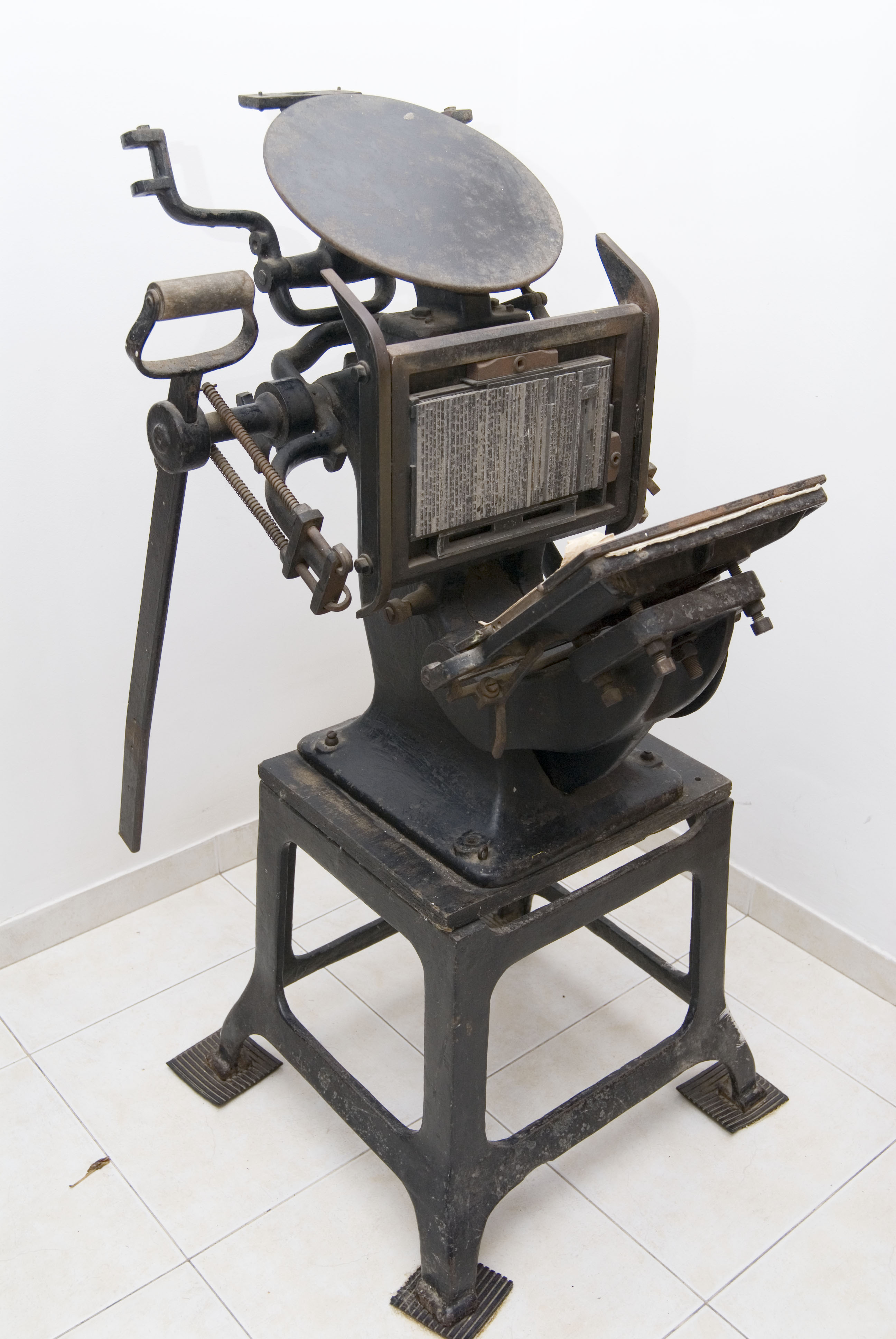
Ruční rychlolis (tyglovka)

Tiskařský lis je stroj na potiskování papíru a jiných plochých materiálů, a to z ploché tiskové formy, nejčastěji knihtiskem, tiskem z výšky.

## Ruční tiskařský lis
Ruční tiskařský lis je šroubový lis s portálem, který vynalezl kolem roku 1440 mohučský tiskař Johannes Gutenberg. Dříve se tisklo tak, že na nabarvenou formu se položil papír a ručně po celé ploše postupně přitiskoval hladítkem. Naproti tomu Gutenbergův lis vytiskl celý arch najednou, což způsobilo revoluci v tištění knih. Gutenbergův lis byl odvozen od starších lisů na víno a na olivy, jaké se užívaly už ve starověku, a běžně se používal až do 19. století. Skládá se z podstavce, často posuvného stolu, na nějž se umísťuje tisková forma (sazba), a z můstku na dvou sloupech, v němž je uprostřed umístěn šroub. K otáčení šroubu slouží dlouhá rukojeť. Lisy stejné konstrukce se později dělaly i z kovu, čímž se zejména snížilo tření šroubu a tím zvýšil tlak.

## Rychlolis
Roku 1810 představil německý vynálezce Friedrich König novou konstrukci rychlolisu, kde se tlak na papír a tiskovou formu nevyvozoval šroubem, nýbrž pákovým mechanismem. Lis mohl pak pracovat podstatně rychleji. V 19. století vzniklo mnoho různých konstrukcí, kde tisková forma byla umístěna i svisle nebo šikmo, k nanášení barvy se užívaly válečky a stroj se poháněl rukou, nohama nebo motorem. I když se vyráběly rychlolisy až do formátu A3, většina sloužila k tisku drobných příležitostných tisků, jako vizitky, oznámení, programy a podobně. Počátkem 20. století vznikly i automatické rychlolisy s podáváním papíru a navalováním barvy.

## Knihařský lis
Také menší a přenosné šroubové lisy, jaké používají knihaři, mohou sloužit k otiskování linorytů a dřevorytů.

## Galerie

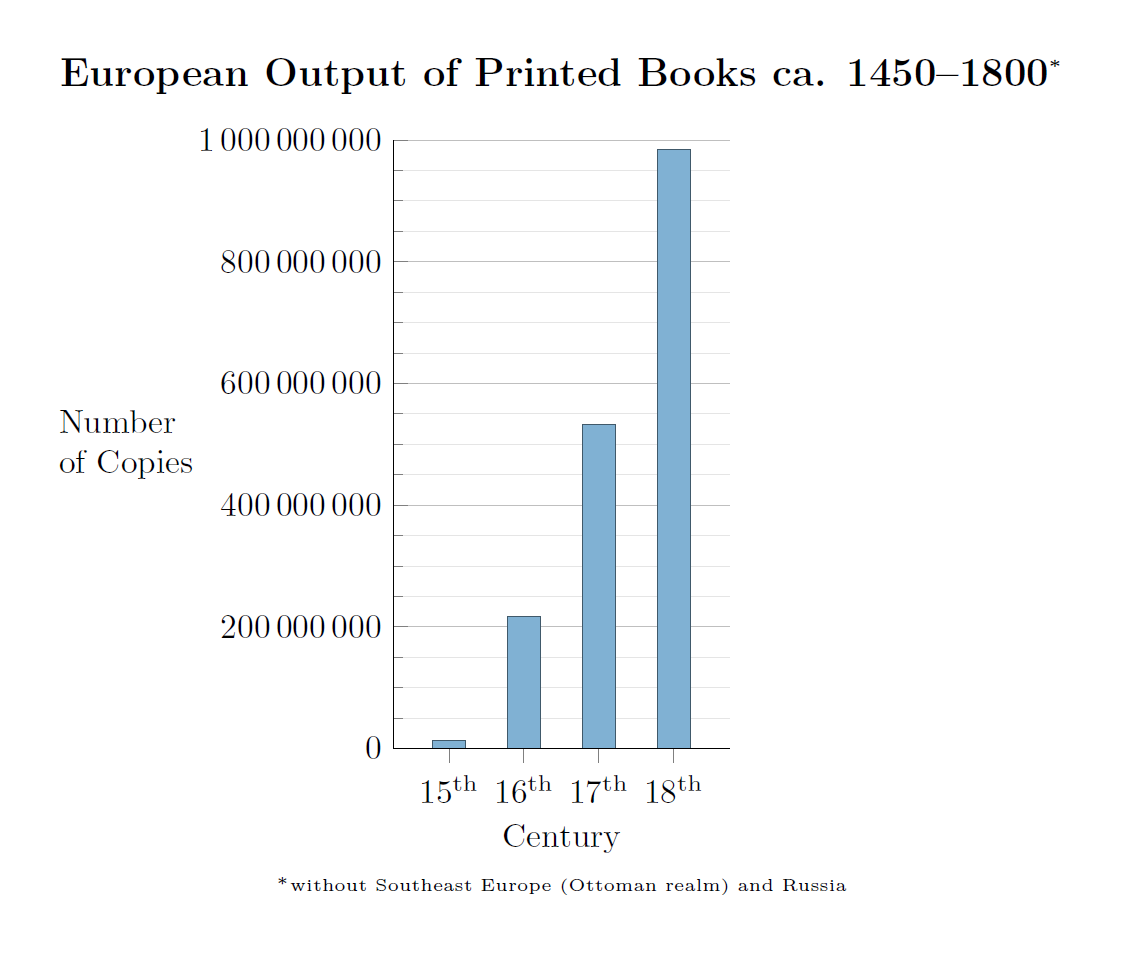
Produkce tištěných knih v letech 1450-1800
Tiskárny v 15. století[2]
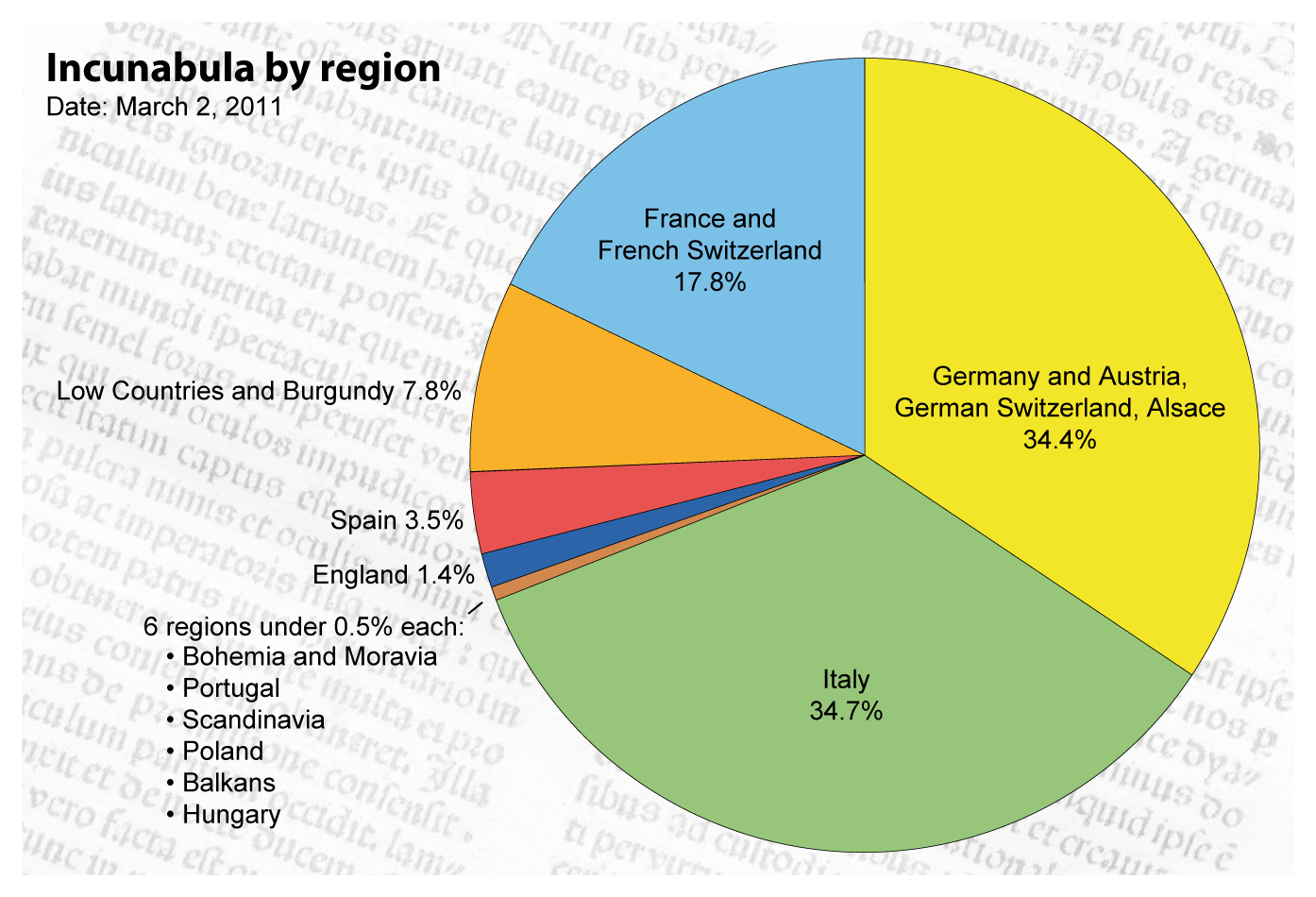
Poměr tištěných knih v 15. století podle oblastí
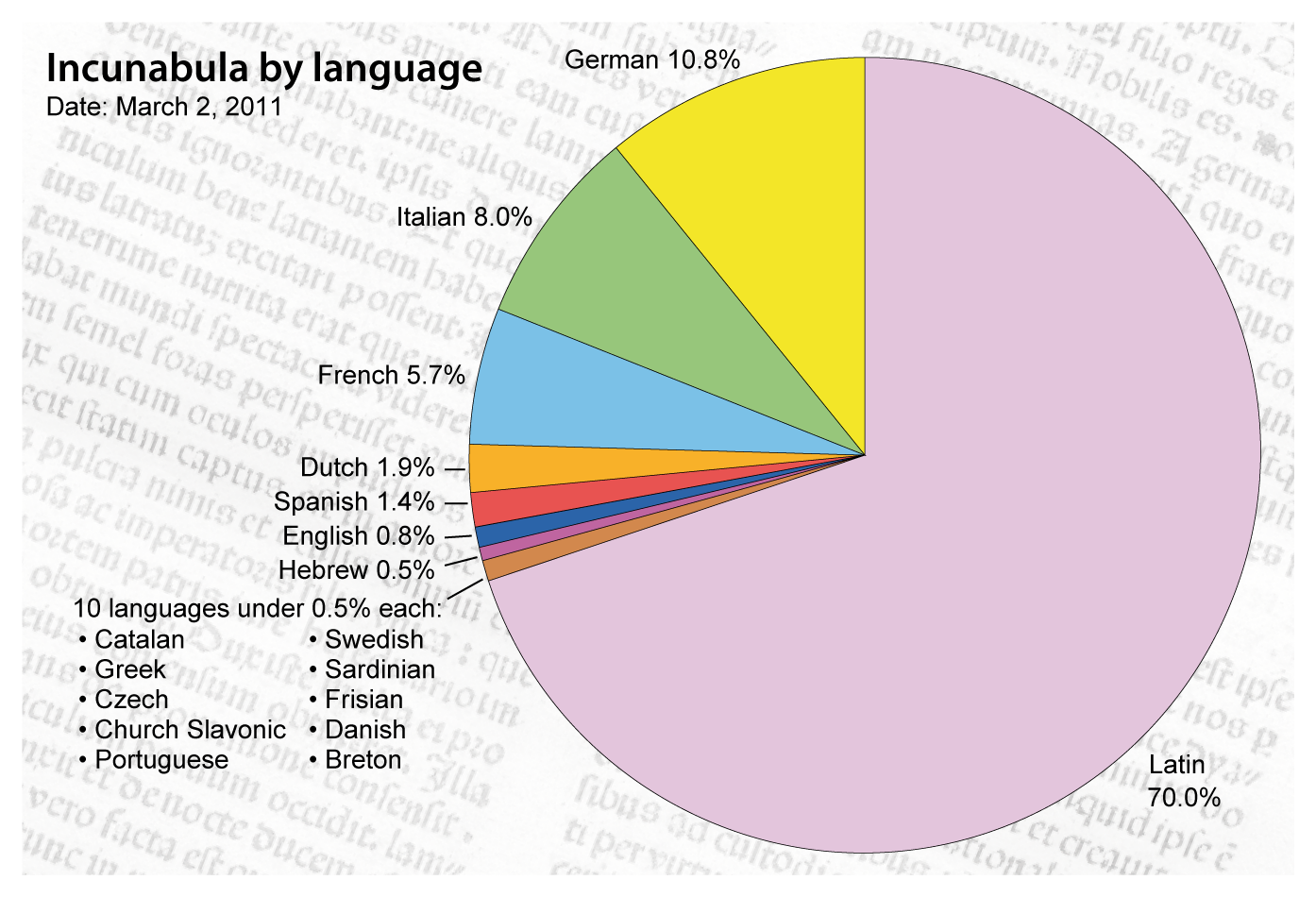
Poměr tištěných knih v 15. století podle jazyka